# Jörg de Cock
Jörg de Cock (Veldhoven, 17 maart 1979) is een Nederlands tafeltennisser. Hij werd Nederlands kampioen gemengd dubbel in 1994, 1995, 1996 (allen met Bettine Vriesekoop), 1998 en 1999 (beide met Emily Noor). De Brabander kwam 34 keer uit voor het Nederlandse nationale team.
De linkshandige De Cock speelde onder meer voor FVT, AAC Cosmos (Veldhoven) en TTV Bergeijk in de Nederlandse eredivisie. Hij behoorde tot de selectie die van 1996 tot en met 1998 zowel de eerste drie landskampioenschappen als de eerste drie nationale bekers voor FVT won. De Cock promoveerde met het Duitse Plüderhausen naar de Bundesliga, kwam in Oostenrijk uit voor Sparkassen Innsbruck en in de Belgische Superdivisie voor Kobelco Hoboken.

## Jeugdkampioenschappen
De Cock werd bij het Europese Jeugd Kampioenschap (EJK) in 1996 derde in het enkelspel en eerste in het jongens dubbel. Hij werd Nederlands jeugdkampioen (NJK) enkelspel bij de Welpen A (1990), bij de Pupillen A (1991 en 1992) bij de Aspiranten A/Kadetten A (1993 en 1994) en bij de Junioren A (1995).

## Resultaten uit het ETTU-archief
| Toernooi               | Jaar | Plaats     | Land | Enkel        | Dubbel                         | Mixed                     | Team |
| ---------------------- | ---- | ---------- | ---- | ------------ | ------------------------------ | ------------------------- | ---- |
| Europees Kampioenschap | 1998 | Eindhoven  | NED  | laatste 64   | kwalificatie met Nermin Smajic | laatste 64 met Emily Noor | 4    |
| Europees Kampioenschap | 1996 | Bratislava | SVK  | kwalificatie | laatste 64 met Trinko Keen     | laatste 64 met Emily Noor | 10   |